# La Marche des gendarmes
 (janvier 2020).
Si vous disposez d'ouvrages ou d'articles de référence ou si vous connaissez des sites web de qualité traitant du thème abordé ici, merci de compléter l'article en donnant les références utiles à sa vérifiabilité et en les liant à la section « Notes et références ».
La Marche des gendarmes est un single du groupe de power metal allemand Edguy, publié le 27 novembre 2001 en France comme disque bonus de l'album studio Mandrake. La chanson est une reprise du thème qui a originellement été écrit par Raymond Lefebvre pour le film Le Gendarme de Saint-Tropez avec Louis de Funès, un des films préférées du groupe auquel ils rendent ainsi hommage[réf. nécessaire].
La chanson se trouve également comme piste cachée sur le single Painting on the wall et l'album de compilation Hall of Flames.

## Liste des chansons
| No | Titre                           | Durée |
| -- | ------------------------------- | ----- |
| 1. | CD-ROM vidéo                    | 12:52 |
| 2. | CD-ROM vidéo                    | 2:20  |
| 3. | La marche des gendarmes         | 2:49  |
| 4. | Wings of a dream (version 2001) | 5:04  |